# Берёзовский сельский совет (Гребёнковский район)
Берёзовский сельский совет (укр. Березівська сільська рада) — входит в состав
Гребёнковского района
Полтавской области
Украины.
Административный центр сельского совета находится в 
с. Берёзовка.

## Населённые пункты совета
- с. Берёзовка
- с. Корнеевка